# Alan Newton
Alan Newton (ur. 19 marca 1931 w Stockport, zm. 22 maja 2023) – brytyjski kolarz torowy, brązowy medalista olimpijski.

## Kariera
Największy sukces w karierze Alan Newton osiągnął w 1952 roku, kiedy wspólnie z Donem Burgessem, Ronem Strettonem i George’em Newberrym zdobył brązowy medal w drużynowym wyścigu na dochodzenie podczas igrzysk olimpijskich w Helsinkach. Był to jedyny medal wywalczony przez Newtona na międzynarodowej imprezie tej rangi oraz jego jedyny start olimpijski. W wyścigu o trzecie miejsce reprezentanci Wielkiej Brytanii pokonali Francuzów. Nigdy nie zdobył medalu na torowych mistrzostwach świata.